# Élections législatives de 1986 en Haute-Savoie
Les élections législatives françaises de 1986 ont lieu le 16 mars 1986. Dans le département de la Haute-Savoie, quatre députés sont à élire dans le cadre d'un scrutin proportionnel par liste départementale à un seul tour.

## Élus
| Député élu             |  | Parti     |
| ---------------------- |  | --------- |
| Jean Brocard           |  | UDF (PR)  |
| Bernard Bosson (*)     |  | UDF (CDS) |
| Dominique Strauss-Kahn |  | PS        |
| Pierre Mazeaud         |  | RPR       |
| Robert Borrel          |  | DVG       |

(*) À la suite de sa nomination au gouvernement, Bernard Bosson a cédé sa place à Claude Birraux (UDF-CDS), troisième de liste.

## Résultats

### Résultats à l'échelle du département
| Tête de liste Étiquette politique (partis et alliances) | Tête de liste Étiquette politique (partis et alliances)                                                     | Tête de liste Étiquette politique (partis et alliances) | Tour unique | Tour unique | Sièges |
| Tête de liste Étiquette politique (partis et alliances) | Tête de liste Étiquette politique (partis et alliances)                                                     | Tête de liste Étiquette politique (partis et alliances) | Voix        | %           | Sièges |
| ------------------------------------------------------- | --- | ------------------------------------------------------- | ----------- | ----------- | ------ |
|                                                         | Liste UDF Haute-Savoie Union pour la démocratie française                                                   | Jean Brocard                                            | 77 202      | 32,70       | 2      |
|                                                         | Pour une majorité de progrès avec le président de la République Parti socialiste                            | Dominique Strauss-Kahn                                  | 41 072      | 17,39       | 1      |
|                                                         | Liste RPR-CNI pour la Haute-Savoie Rassemblement pour la République                                         | Pierre Mazeaud                                          | 34 512      | 14,62       | 1      |
|                                                         | Union des socialistes et républicains de Haute-Savoie diss. Parti socialiste                                | Robert Borrel                                           | 32 876      | 13,92       | 1      |
|                                                         | Rassemblement national Front national                                                                       | M. Van der Brule                                        | 23 167      | 9,81        | 0      |
|                                                         | Rassemblement gaulliste pour le renouveau savoyard diss. Rassemblement pour la République                   | Jacques Lansard                                         | 11 031      | 4,67        | 0      |
|                                                         | Liste présentée par le Parti communiste français Parti communiste français                                  | Jean Moget                                              | 9 626       | 4,08        | 0      |
|                                                         | Les Verts Haute-Savoie Écologie Les Verts                                                                   | M. Berthet                                              | 5 741       | 2,43        | 0      |
|                                                         | Liste du Mouvement pour un parti des travailleurs Extrême gauche (Mouvement pour un parti des travailleurs) | Evelyne Tonnelier                                       | 869         | 0,37        | 0      |
|                                                         | |                                                         |             |             |        |
| Inscrits                                                | Inscrits | Inscrits                                                | 325 676     | 100,00      | 5      |
| Abstentions                                             | Abstentions                                                                                                 | Abstentions                                             | 80 311      | 24,66       |        |
| Votants                                                 | Votants | Votants                                                 | 245 365     | 75,34       |        |
| Blancs et nuls                                          | Blancs et nuls                                                                                              | Blancs et nuls                                          | 9 269       | 3,78        |        |
| Exprimés                                                | Exprimés | Exprimés                                                | 236 096     | 96,22       |        |

### Listes complètes en présence
| Liste Étiquette politique (partis et alliances) | Liste Étiquette politique (partis et alliances)                                                               | Candidats (et remplaçants éventuels) |
| ----------------------------------------------- | --- | --- |
|                                                 | Liste UDF Haute-Savoie Union pour la démocratie française (Parti républicain - Centre des démocrates sociaux) | 1. Jean Brocard (PR) 2. Bernard Bosson (CDS) 3. Claude Birraux (CDS) 4. Yves Sautier (CDS) 5. Michel Meylan (PR) ————————————6. Michèle Roch 7. Antoine de Menthon (PR) |
|                                                 | Pour une majorité de progrès avec le président de la République Parti socialiste                              | 1. Dominique Strauss-Kahn 2. Serge Dupessey 3. Gilbert Goy 4. Jacques Encrenaz 5. Marie-Claire Destailleur ————————————6. Jacques Ugolini 7. Francis Chassard           |
|                                                 | Liste RPR-CNI pour la Haute-Savoie Rassemblement pour la République - Centre national des indépendants        | 1. Pierre Mazeaud 2. Bernard Chevallier 3. Bernard Accoyer 4. Robert Bressieux 5. Jean-Pierre Beaumont ————————————6. Jean Ravanel 7. Louis Dagand                      |
|                                                 | Union des socialistes et républicains de Haute-Savoie Divers gauche (Parti socialiste dissident)              | 1. Robert Borrel 2. Michel Frossard 3. Jacques Poulet 4. Lucette Vicin 5. Henri Briffod ————————————6. François Aunis 7. Pierre Gallon                                  |
|                                                 | Rassemblement gaulliste pour le renouveau savoyard Divers droite (Rassemblement pour la République dissident) | 1. Jacques Lansard 2. Marc Francina 3. Marie-Pierre Berthier 4. Claude Desaire 5. Michel Charlet ————————————6. Alain Grévy 7. Pierre Ferrario                          |
|                                                 | Liste présentée par le Parti communiste français Parti communiste français                                    | 1. Jean Moget 2. Manuela Gomez 3. Bernard Néplaz 4. Christine Graindorges 5. Jean Pelissier ————————————6. Francine Sanchez 7. Albert Ala                               |